# Nancy Vorhees
Nancy Vorhees (Nueva York, Estados Unidos, 4 de enero de 1906-junio de 1988) fue una atleta estadounidense especializada en salto de altura, prueba en la que consiguió ser la primera plusmarquista mundial, desde el 20 de mayo de 1922 al 26 de mayo de 1923, con un salto de 1.46 metros.

## Carrera deportiva
El 20 de mayo de 1922, Nancy salto sobre 1.46 metros, marca que se considera el primer récord de altura femenino, y que no fue superado hasta un año después, el 26 de mayo de 1923, cuando su compatriota Elizabeth Stine  salto por encima de 1.485 metros.